# 平面幾何学式庭園

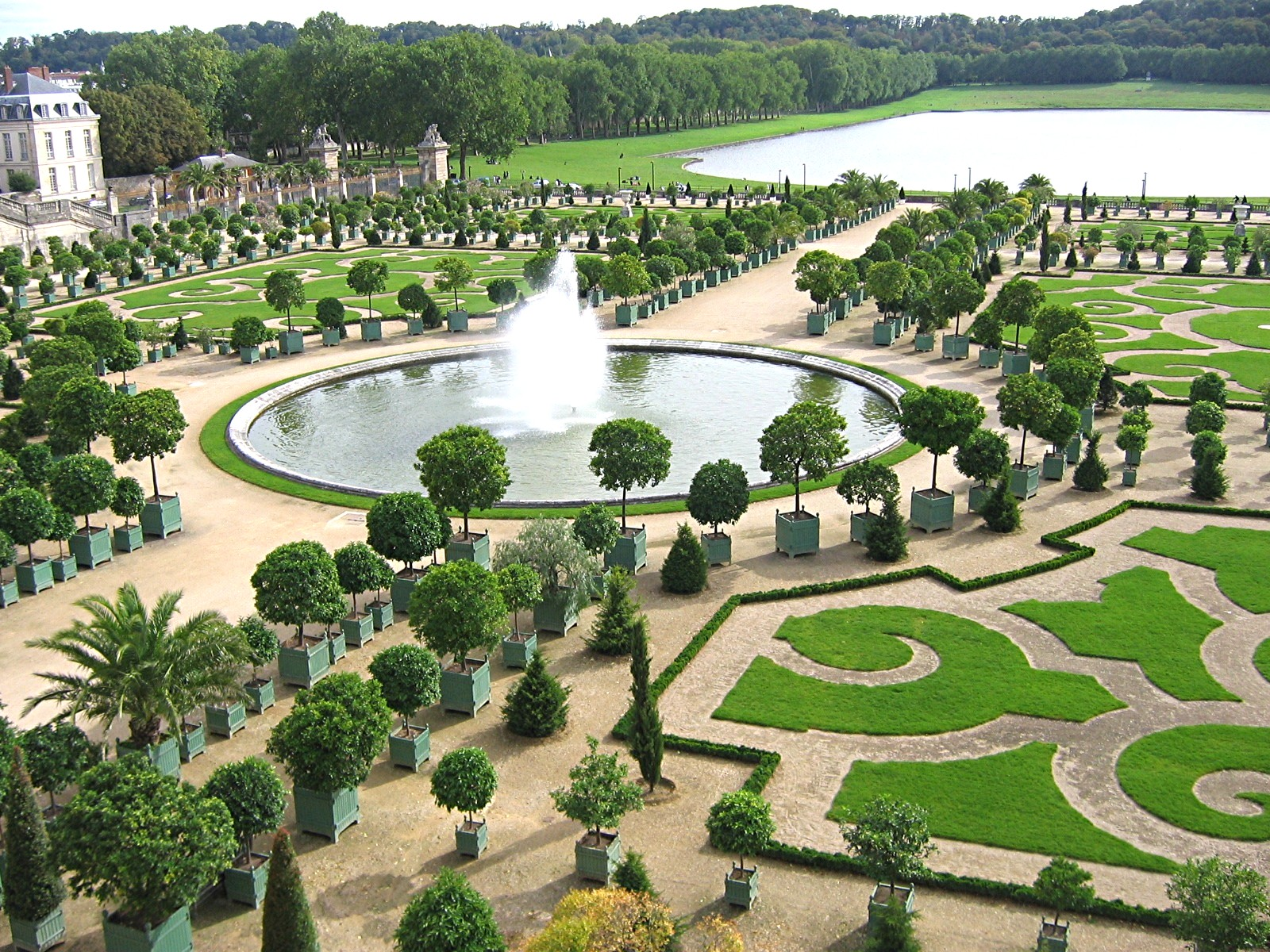
フランス、ヴェルサイユ宮殿の庭園

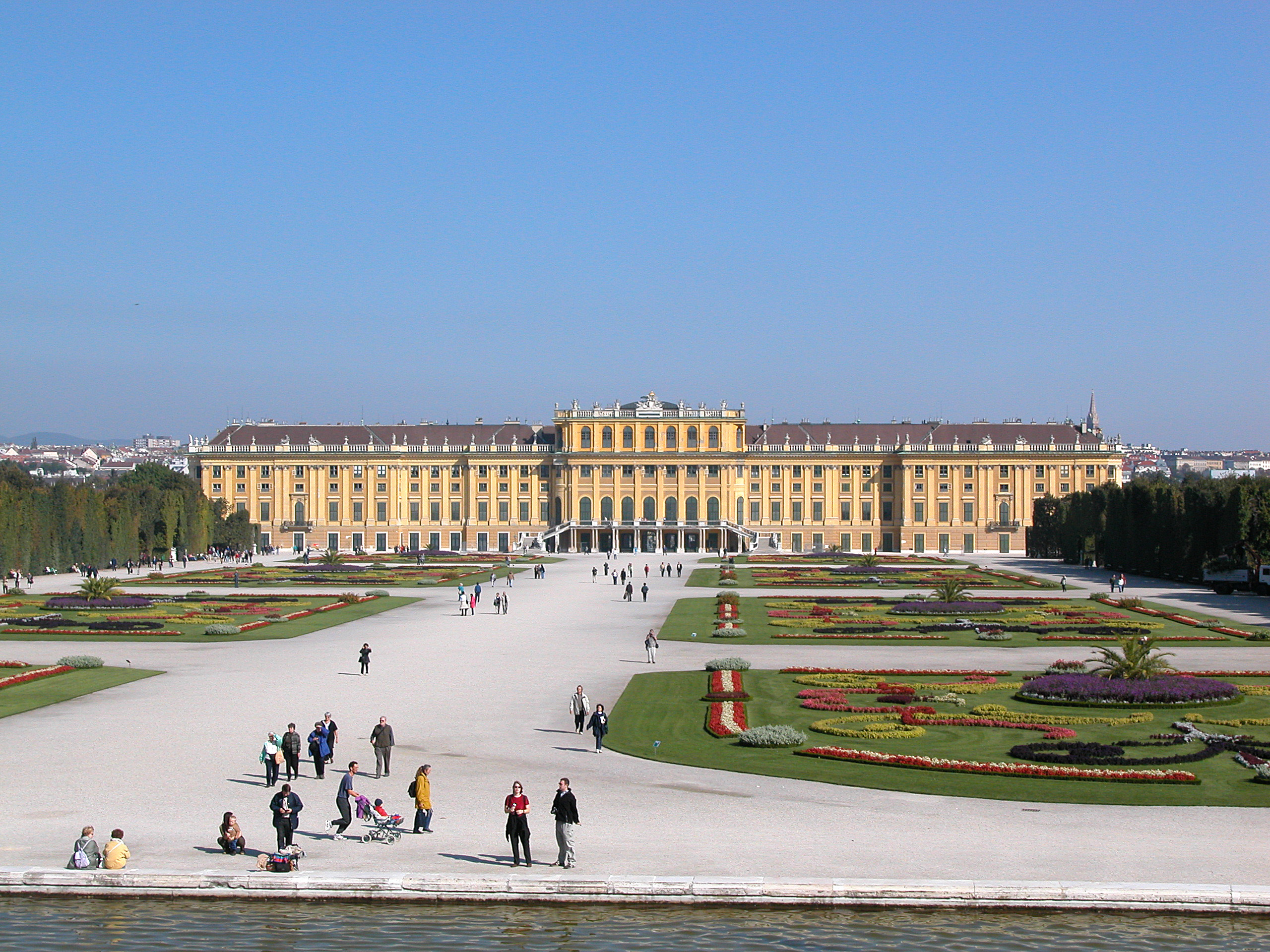
オーストリア、シェーンブルン宮殿

平面幾何学式庭園（へいめんきかがくしきていえん）は西洋式庭園の作庭技法の一つ。イタリア式庭園のうちの露壇式と違って、主として平地に営まれ、幾何学的構成をもつ庭園に強い軸線を導入している。

## 概要
17世紀末フランスの宮苑造園家アンドレ・ル・ノートルによって確立された。フランスの宮殿建築と造園に革命をもたらした3人の大家として、ノートルのほか、フランソワ・マンサールと、彼の大甥であるジュール・アルドゥアン＝マンサールがあげられる。アンドレ・ル・ノートルは、宮廷庭師ジャン・ル・ノートルの息子で、マリー・ド・メディシスがリュクサンブール宮殿の庭を造らせた造園家の一人であった。ノートルはヴォー・ル・ヴィコント、ヴェルサイユ、シャンティー、ディジョンの庭を計画、実現した。フランソワ・マンサールはブロワ城、ジュール・アルドゥアン・マンサールはヴェルサイユ宮殿、アンヴァリッドのドーム、ヴァンドーム広場、ヴィクトワール広場、ダラン・トリアノン、マルリの王宮を造っている。
この庭園様式は、その後ヨーロッパ全土に広がり、彼は｢王者の庭師｣、｢庭園の王｣とまで呼ばれるようになった。イタリアで生まれたイタリア式庭園（露壇式庭園）で用いられている樹木の列植や花壇の幾何学的な構成に、強い軸線の導入、毛氈花壇やボスケ、トレリスなどが考案された。野菜は姿を消し、丈の低い花やこれとよき対照をなす観葉植物がそれに替わった。よく用いられる図案は、方形のなかに仕込まれた4つのアラベスク、または刺繍文様の組合わせであり、その中央には池が配置された。
中でもヴェルサイユ宮殿は平面幾何学式庭園の代表例であり、300ヘクタールにも及ぶその大庭園は建築式造園の一つの到達点である。ここでは宮殿中央の「鏡の間」の前のテラスから南へと「王の並木道」が延び、その先がカナールになって、それがはるか天と地の境にまで延びていっているように見える。ヴェルサイユではボスケのなかにもさまざまな小庭園が造られ、これらを舞台に、モリエールの芝居、リュリの音楽、ラ・フォンテーヌの詩の朗読などが行われたのであった。この庭園様式はヨーロッパ中の宮廷庭園に模倣されたが、大きな広場やそこに繋がる一直線に伸びた道路は、18世紀の都市計画にも大きな影響を与えた。

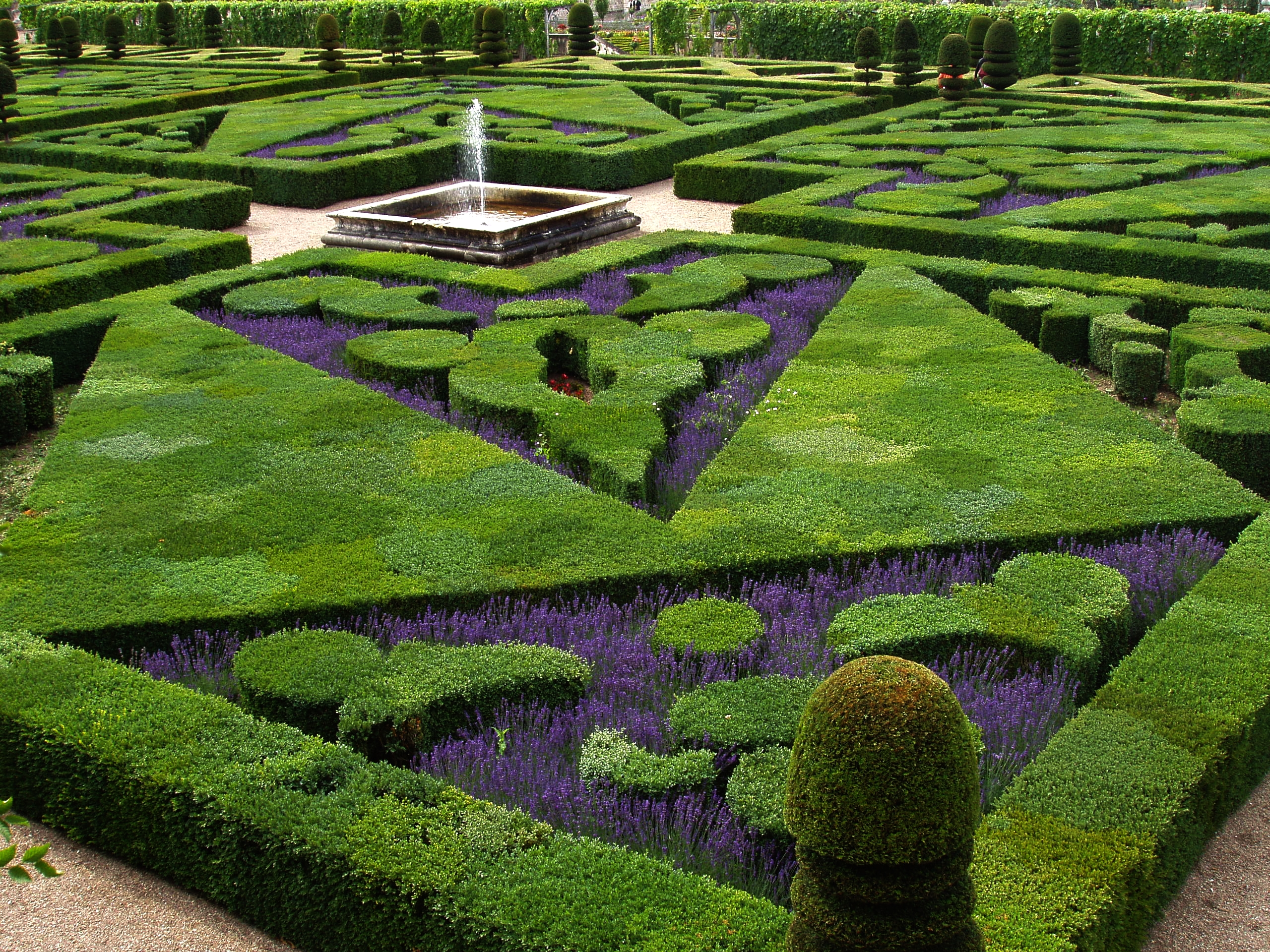
フランス式庭園や花壇、ロワール渓谷ヴィランドリー城

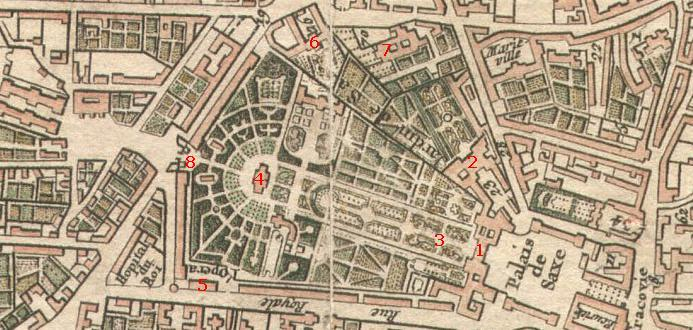
Jardin de Saxe （サクソン庭園の計画）

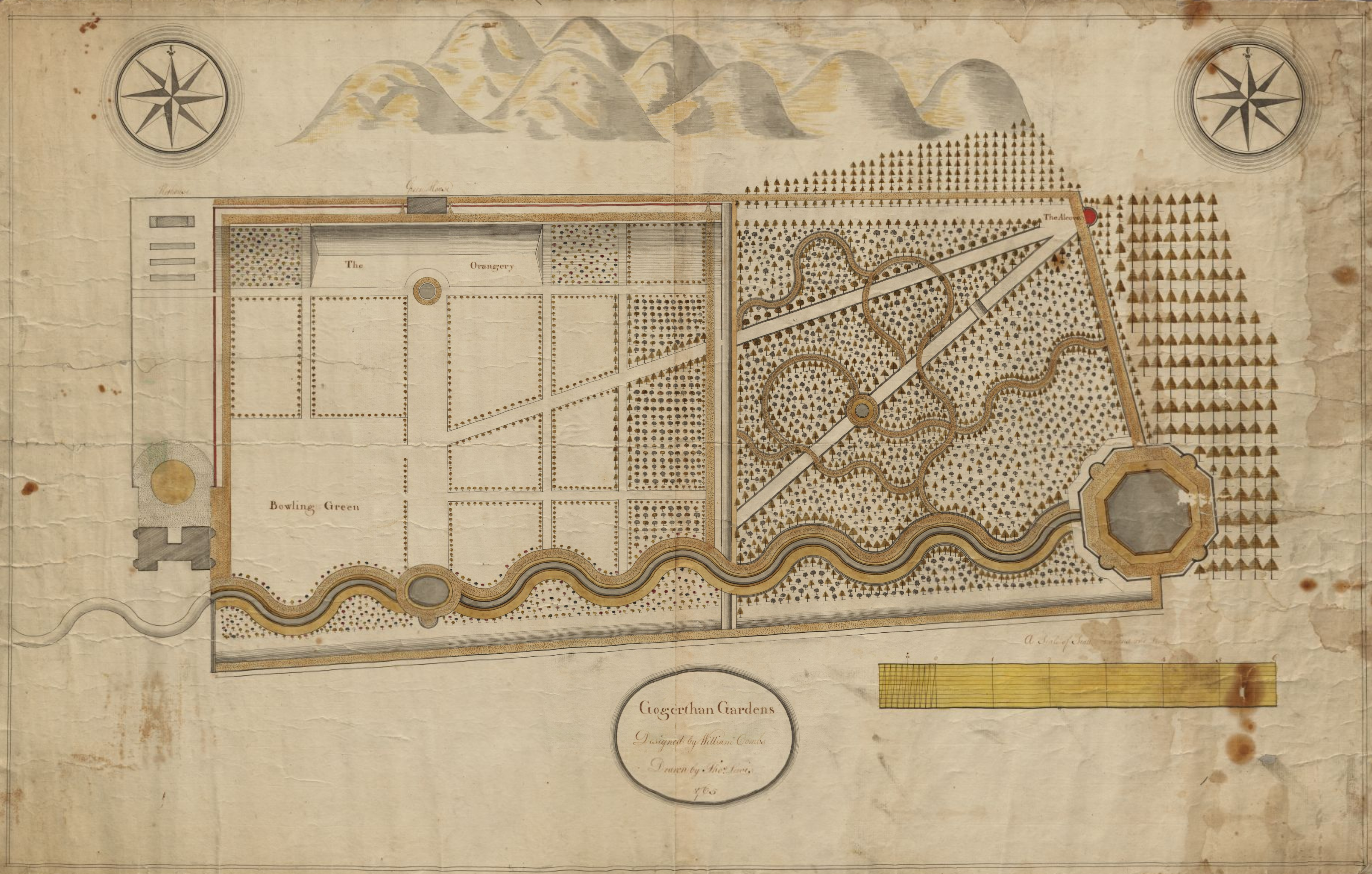
1765年、ウェールズのカントリーエステートの整形式庭園の計画

ペルシャの庭園とヨーロッパの庭園のデザインの伝統における整形式は、直線的で軸方向のデザインである。非対称で他の幾何学的形状を持たないのは中国庭園と日本庭園のもつ庭園デザインの伝統であり、岩、苔、掻き集められた砂利の禅庭園はその一例である。
西洋モデルは慎重に計画された幾何学的で、そしてしばしば対称的な線でレイアウトされた秩序ある庭園である。整形式庭園内の芝生や生垣は、最大限の効果を得るためにきちんと剪定されている必要があり、木、低木、小低木および他の葉は注意深く配置され、形を作りそして絶えず維持がなされている。
フランスの庭、ガーデン・ア・ラ・フランセーズはアンドレ・ル・ノートルがレイアウトした整形式な庭のなかでもあくまで特定の一種類であり、放射状の道と砂利、芝生、パルテールと石の対処によって幾何学的な形で囲まれた反射水のプール (bassins) の通路と噴水と彫刻とが、ファサードの中心を成す。
フランス式庭園のスタイルは、イタリア式庭園のティヴォリのエステ家別荘、ボーボリ庭園、ランテ荘など、15世紀のイタリアのルネッサンス庭園に由来しており、スタイルはフランスにもたらされ、フランスのルネサンス期の庭園でもちいられた。
切り取られたような常緑樹を活用した整形式庭で、最初期のものでいくつかはアンリ4世・ルイ13世・ルイ14世に仕えた庭師クロード・モレによってアネットで活用されたものである。
ヴェルサイユ庭園はさまざまな異なる庭園様式で構成され、アンドレ・ル・ノートルによって設計された、フランスの庭園の究極の例である。
幾何学式庭園は直線的な形式のデザインをもったイギリスのカントリー・ハウスの荘厳な家にも特徴づけられた。パルテールの紹介は1630年代にウィルトンハウスで行われ、18世紀初頭にDezallier d'Argenvilleの出版物La théorie et la pratique du jardinage（1709）は、英語とドイツ語に翻訳され、その後の大陸ヨーロッパの整形式庭園についての中心的文書となる。
伝統的なスペイン風庭園のデザインは、ペルシャ庭園とヨーロッパルネッサンス庭園の影響で発展し、特にグラナダの国際的に有名なアルハンブラ宮殿とヘネラリフェはムーア人のアルアンダルス時代に建てられ、何世紀もの間デザインに影響を与えてきたが、1929年のイベロアメリカ万国博覧会会場のセビリアはスペインでも有名な位置にあったマリア・ルイサ公園（パルケ・デ・マリア・ルイサ）を整形式でジャン=クロード・ニコラ・フォレスティエによって設計された。
20世紀の変わり目にもイタリアやフランス形式である整形式が再導入される。ワシントンD.C.のダンバートン・オークスにあるベアトリクス・ファーランドがデザインした整形式イタリアンガーデンエリア、および英国のブレナム宮殿にあるAchille Duchêneの復元されたフランスのウォーターパートナーで、これらはモダンなフォーマルガーデンの例である。ニューヨークのセントラル・パークにあるコンサバトリーガーデンには、カリフォルニアのフィロリなど、他の多くの公園や敷地と同様に、フォーマル庭園がある。
最も単純なフォーマル庭園は、結び目のある庭園のような単純な幾何学的形状で慎重に配置された花壇か庭園のベッド裏打ち、または囲みボックスでトリミングされたヘッジであろう。より発達し手の込んだフォーマルな庭園には彫像と噴水がある。

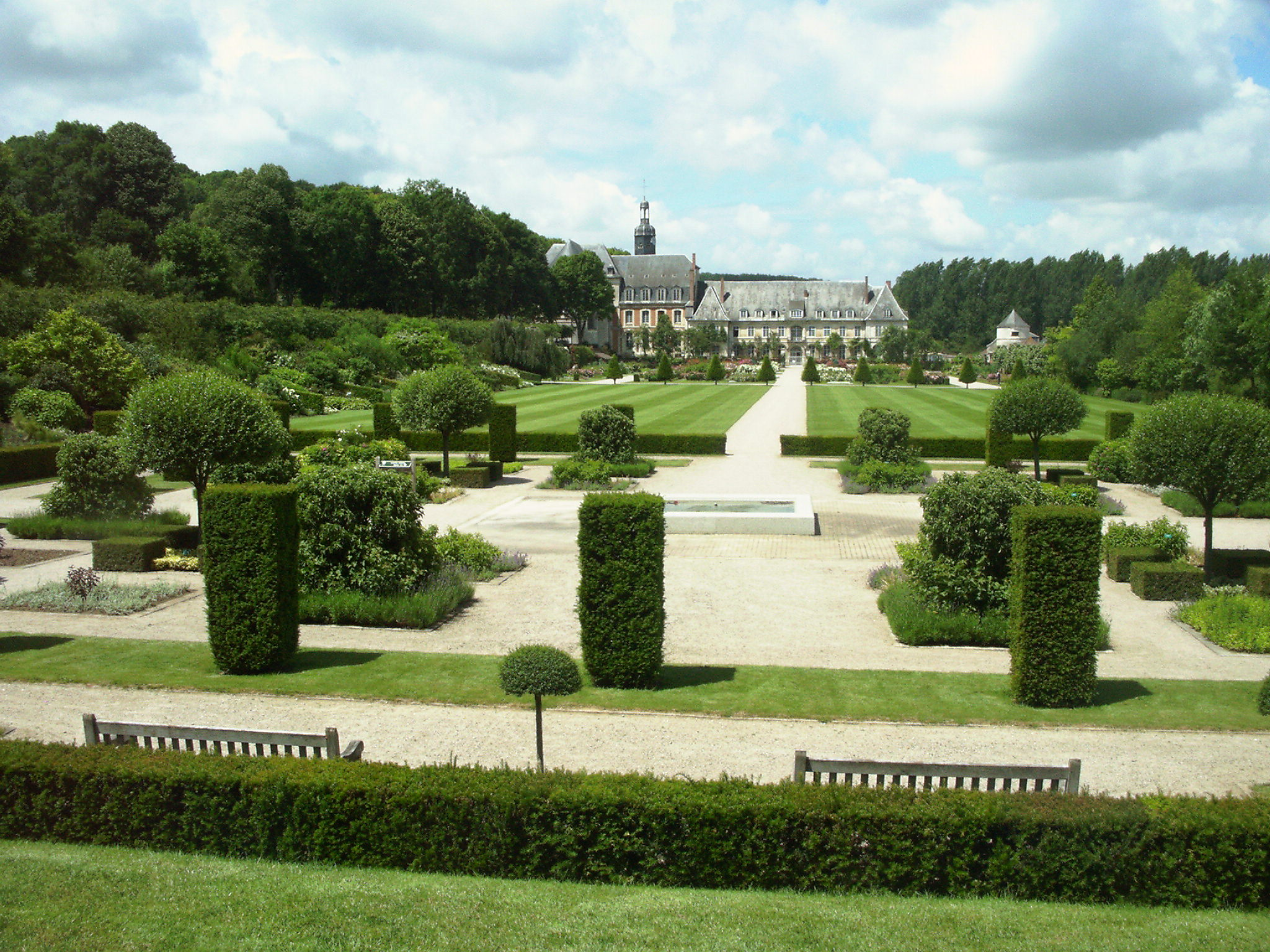
1987年、GillesClément著、ピカルディのAbbaye de Valloiresにレイアウトされたフォーマル庭園

## 庭園の特徴と技法
この形式の庭園の特徴は次のとおり。
- テラス
- トピアリー
- 彫像
- ヘッジ
- パルテール
- シルバンシアター
- パーゴラ
- パビリオン
- 庭園面積
ヴォー・ル・ヴイコント庭園の面積は約70ヘクタールといわれているが、ヴェルサイユ庭園となるとさらに巨大化した。イタリアの庭園と比べるとけたちがいに広い。その他の貴族の庭園の場合もヴォー・ル・ヴイコント庭園と同様に広い。
- 軸構成
構成特徴はまず館を中心あるいは起点として庭園の中央を貫く力強い軸線を通し、遠くまで見通せるヴィスタを形成している。そして特にその軸線沿いは左右対称性を持たせて庭園全体を構成している。また全体を見渡すなら、館に近いほどより細かく緻密なデザインがなされている。ファサードがシンメトリーに構成され軸線をもった庭が付属した宮殿の初の例は、ルメルシェが建てたリシュリューそのひとの城で、そこでははじめて中央の通がポワトーの森を切って伸びる通路として計画されている。
- ビスタ（通景線）
イタリア式に比べると庭園の外に広がる風景を楽しむパノラマがなくなった。逆に、たとえ地平線がみえても、そこはまだ庭園の内部である。よって、庭園の中に収まるひとつの空間世界が創られ、さらに庭に新しい要素としてパースペクティブを持ちこまれ、以後、庭の様相を支配することになる。これはきわめて強く支配的な要素で、フランスの庭をバロックの無秩序や夢想から抜け出させ、一気に古典的な秩序へと導いた。かくしてルネサンスの庭園はしだいに消え去る。この形式の庭園から、庭園設計は庭師から庭園建築家とでも呼ぶべきものがそれにとって変わったとされている。
- 毛氈花壇
植物を使って刺繍のように見える庭はフランス語でパルテール、英語ではパーテアと呼ばれる。幾何学模様を施し、ツゲのボックス・ヘッジを組んでその中に緑色以外の植物を植えて対比を美しく見せる。
- 高い生垣
- トレリス（格子垣）
遊びの庭がツゲに縁取られて幾何学的な形態をみせるパルテールが格子垣に囲まれて、美しい手すりの上に絡み合った菩提樹の枝が差し伸べられる。
- カナル（運河）と水面
庭園の要素としてはイタリア式に比べ、水の扱いが異なる。雄大な噴水のほかに水量が不足したためか広い水面を装飾的に見せる役割になっていった。池とカナルの水面が広くなり、またアレハンブラ庭園のような静的な利用に重点がおかれている。
- ボスケ（樹林）と庭園内庭園
フランス式庭園の中にある森は、ボスケと呼ばれる。イタリア式の「ボスコ」では、多くの場合は規則正しく碁盤目状にナラなどの樹木が植えられていた。フランス式ではこの「ボスケ」の中に小さな庭園がまた造られはじめていく。周囲が樹林で囲まれているので静寂な場所と化す。ボスケはこの小庭園の名勝で呼ばれるようになる。

## 著名な庭園
- フランス式庭園を参照